# Tor Bergqvist
Axel Viktor Tor Bergqvist, född 19 december 1863 i Skara, död 12 juli 1930, var en svensk bankdirektör, känd för sitt engagemang i flera stora projekt i Skara under tidigt 1900-tal. 
Bergqvist avlade mogenhetsexamen 1883 och var elev vid Schartaus handelsinstitut 1883–1884. Han var handlande i Skara 1888–1898, kassör vid drätselkammaren i Skara från 1895, verkställande direktör för Skaraborgs läns konsumtionsförening från 1896 och för Skara bryggeriaktiebolag från 1901 samt disponent för Skara utskänkningsaktiebolag från 1897. Bergqvist var ordförande i styrelsen för Skaraborgs läns enskilda banks kontor i Skara.  Mellan 1906 och 1915 var han verkställande direktör för LSSJ och senare styrelseordförande. Han var ordförande för Skara-Timmersdala Järnvägsaktiebolag (STJ), som bildades 1907 för att bygga en järnväg mellan Skara och Timmersdala. Trots att projektet mötte många ekonomiska utmaningar och slutligen gick i likvidation, var Bergqvist en drivande kraft bakom dess genomförande.